# Pozonia
Pozonia Schenkel, 1953 è un genere di ragni appartenente alla famiglia Araneidae.

## Etimologia
Il nome probabilmente deriva da una località di nome Pozon, difficilmente identificabile con certezza in quanto è un toponimo comune nelle zone di ritrovamento delle specie di questo genere.

## Distribuzione
Le quattro specie oggi note di questo genere sono state rinvenute in varie località dell'America centrale e meridionale: la specie dall'areale più vasto è la P. nigroventris, reperita in tutta l'America centrale.

## Tassonomia
Secondo quanto riportato nei siti consultati, questo genere non ha ancora, al 2011, una specie tipo definita.
A dicembre 2011, si compone di quattro specie:
- Pozonia andujari Alayón, 2007 — Hispaniola
- Pozonia bacillifera (Simon, 1897) — da Trinidad al Paraguay
- Pozonia dromedaria (O. P.-Cambridge, 1893) — dal Messico al Panama
- Pozonia nigroventris (Bryant, 1936) — dal Messico al Panama, Cuba, Giamaica

### Nomina dubia
- Pozonia cornuta Schenkel, 1953; esemplari giovani, reperiti in Venezuela e descritti come specie tipo del genere, a seguito di un lavoro dell'aracnologo Levi del 1993, sono da considerarsi nomina dubia[2].
- Pozonia granadensis (Mello-Leitão, 1941); esemplare femminile, rinvenuto in Colombia e trasferito in questo genere dal genere Kaira O. P.-Cambridge, 1899; a seguito di un lavoro dell'aracnologo Levi del 1993, è da considerarsi nomen dubium[2].